# دنی دانون
دنی دانون (عبری: דני דנון؛ زادهٔ ۸ مهٔ ۱۹۷۱) سیاستمدار، و دیپلمات اهل اسرائیل است. او سفیر اسراییل در سازمان ملل است.